# Denis Pépin
Denis Pépin de son vrai nom Farid Khaldi, né le 5 février 1943 à Paris  et mort le 27 janvier 2010 à Villeneuve-Saint-Georges, est un chanteur et auteur-compositeur français connu pour ses reprises des chansons de Georges Brassens. Son père était originaire de Grande Kabylie et sa mère du petit village Berbère de Gouraya wilaya de tipaza a l'ouest d'Alger.

## Biographie
Sa carrière débute en tant que batteur pour le groupe Les Spector ainsi que le groupe Les Boots. Dans les années 1970, il gagne en popularité pour différentes reprises de Georges Brassens, notamment Une jolie fleur, Marinette et Les amoureux des bancs publics, tout en écrivant quelques chansons personnelles, comme Pauv' Mamadou ou Le mutant bleu.

## Discographie

### Albums
- 1975 : Je ne suis rien que...
- 1975 : C.Q.F.D.
- 1977 : Je t'éternaime (auteur David Haddad)
- 1978 : Les petits métiers
- 1979 : Mon dernier dimanche
- 1982 : Avec un petit sourire... de toutes les couleurs
- 1985 : Quelque chose me dit, avec Irka
- 1994 : La mauvaise réputation

### Singles
- 1973 : Des fleurs et des chansons / Y'a personne pour t'aider